# Haus der Gegenwart

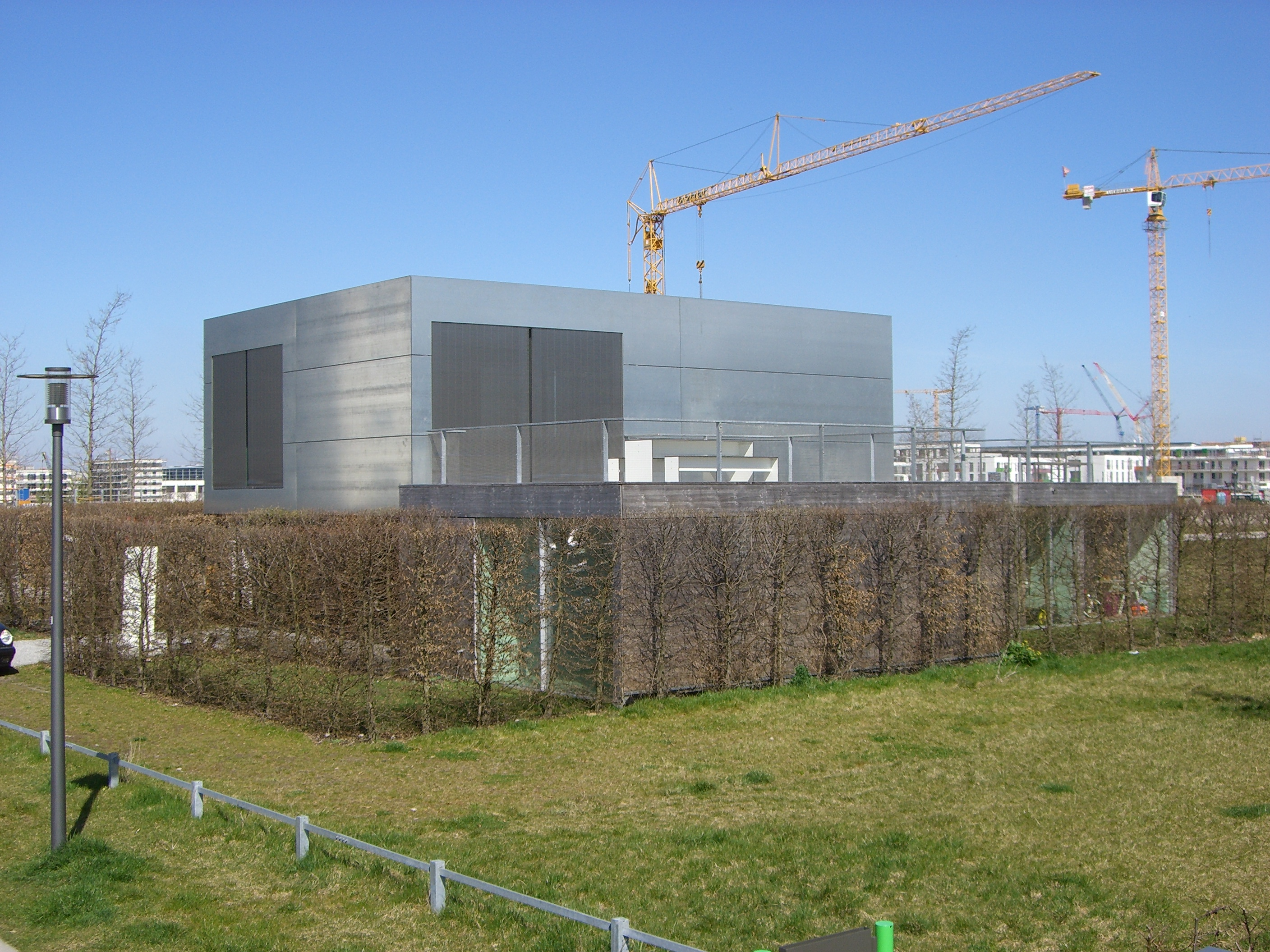
Haus der Gegenwart

Das Haus der Gegenwart ist ein experimentelles Wohngebäude auf dem Gelände der Bundesgartenschau 2005 in München. Es ist das Ergebnis eines Architekturwettbewerbs.

## Wettbewerb

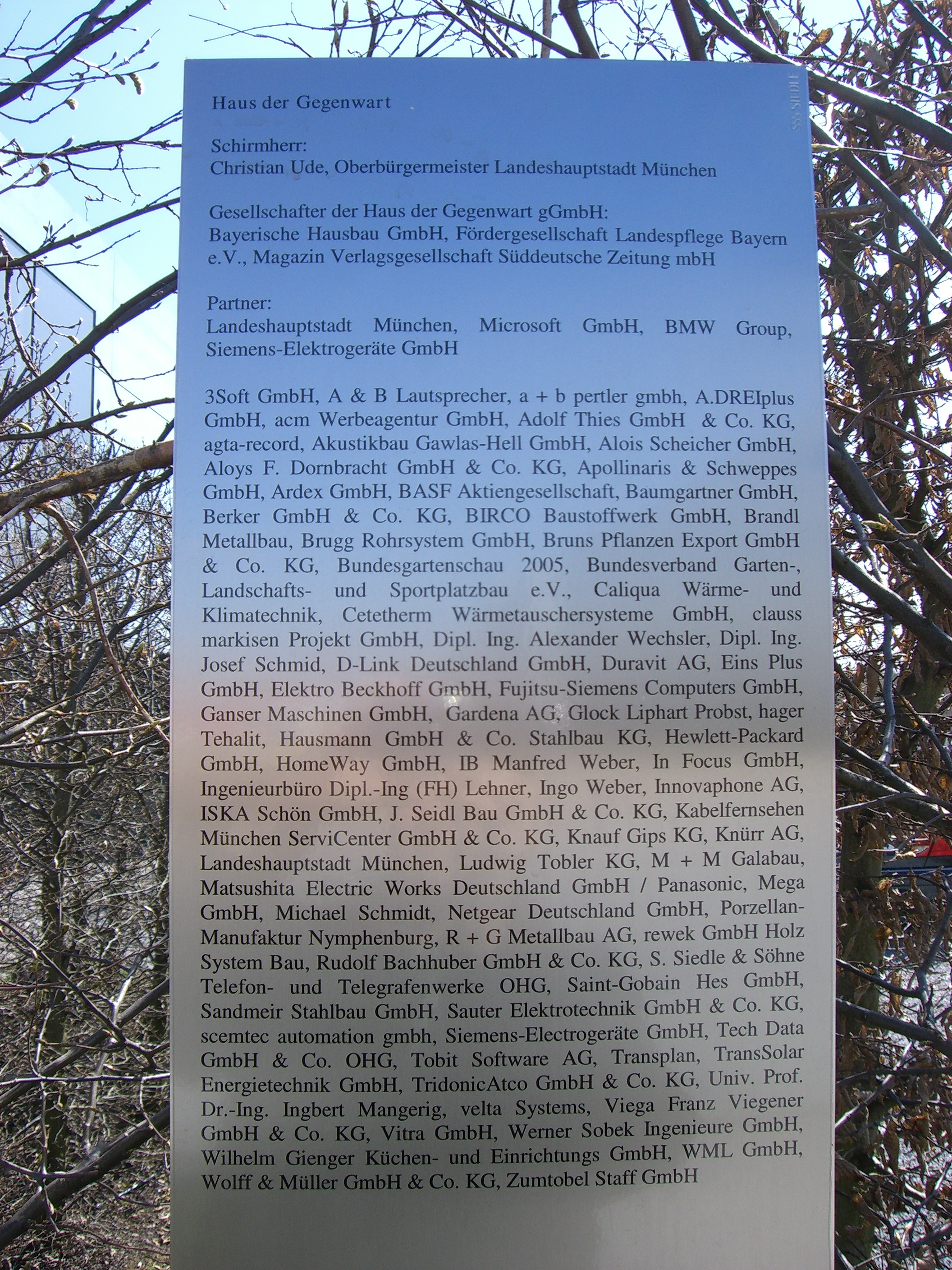
Hinweisschild

Das SZ-Magazin veranstaltete im Jahr 2001 den gleichnamigen Architekturwettbewerb und lud 100 Architekturbüros zur Abgabe von Ideen für das ideale Haus der Gegenwart. Wettbewerbsaufgabe war, ein Haus für vier Personen zu entwerfen, das am Rande einer mitteleuropäischen Großstadt liegen und 250 000 Euro Baukosten nicht überschreiten sollte. Eine Realisierung war ursprünglich nicht geplant.
Eine internationale Jury entschied über 34 eingereichte Entwürfe. Dabei ging es weniger um architektonische Details, als um die gesellschaftliche Verantwortung der Architektur. Die Jury bestand aus: Bazon Brock, Jil Sander, Shigeru Ban (Architekt), Jo Coenen (Architekt), Peter Conradi (Präsident der Bundesarchitektenkammer), Kristin Feireiss (Aedes Architekturgalerie, Berlin), Terence Riley (Chefkurator für Architektur und Design im Museum of Modern Art, New York), Matteo Thun (Designer und Architekt), Gerhard Matzig (Architekturkritiker der Süddeutschen Zeitung) und Dominik Wichmann (Chefredakteur SZ-Magazin). 
Der Entwurf von André Poitiers erhielt den ersten Preis. Der dritte Preis ging an Ortner & Ortner. Der Entwurf des Münchner Architekturbüros Allmann Sattler Wappner wurde mit dem zweiten Preis prämiert und schließlich realisiert.
Im Rahmen der BuGa 05 wurde das Haus auf einem etwa 500 m² großen Grundstück des BuGa-Geländes gebaut. Es entstand als gemeinnütziges Projekt von SZ-Magazin, Landeshauptstadt München, der Bayerischen Hausbau GmbH und der Fördergesellschaft Landespflege Bayern e. V. Es wurde Anfang 2005 fertiggestellt und war während der Bundesgartenschau öffentlich zugänglich.

## Nach der BuGa
Aufgrund des geltenden Bebauungsplans und der exponierten Lage darf das Gebäude nicht als permanentes Wohnhaus genutzt werden, stattdessen fanden dort Veranstaltungen wie bspw. Ausstellungen und Workshops statt. Ende Juni 2011 wurde es geschlossen, damals sollte das Haus abgerissen werden. Ende 2011 gab der Unternehmer Martin Hippius den Kauf des Gebäudes bekannt, mit dem Ziel, das Gebäude umzusiedeln und es in einem Münchner Vorort wieder aufzubauen.
Am 6. Juli 2012 löste sich die HausderGegenwart GmbH auf, und das Haus ging in den Besitz von Martin Hippius über. Nach erfolgter Revitalisierung wird das Haus voraussichtlich am Starnberger See neu aufgebaut werden.

## Gebäude

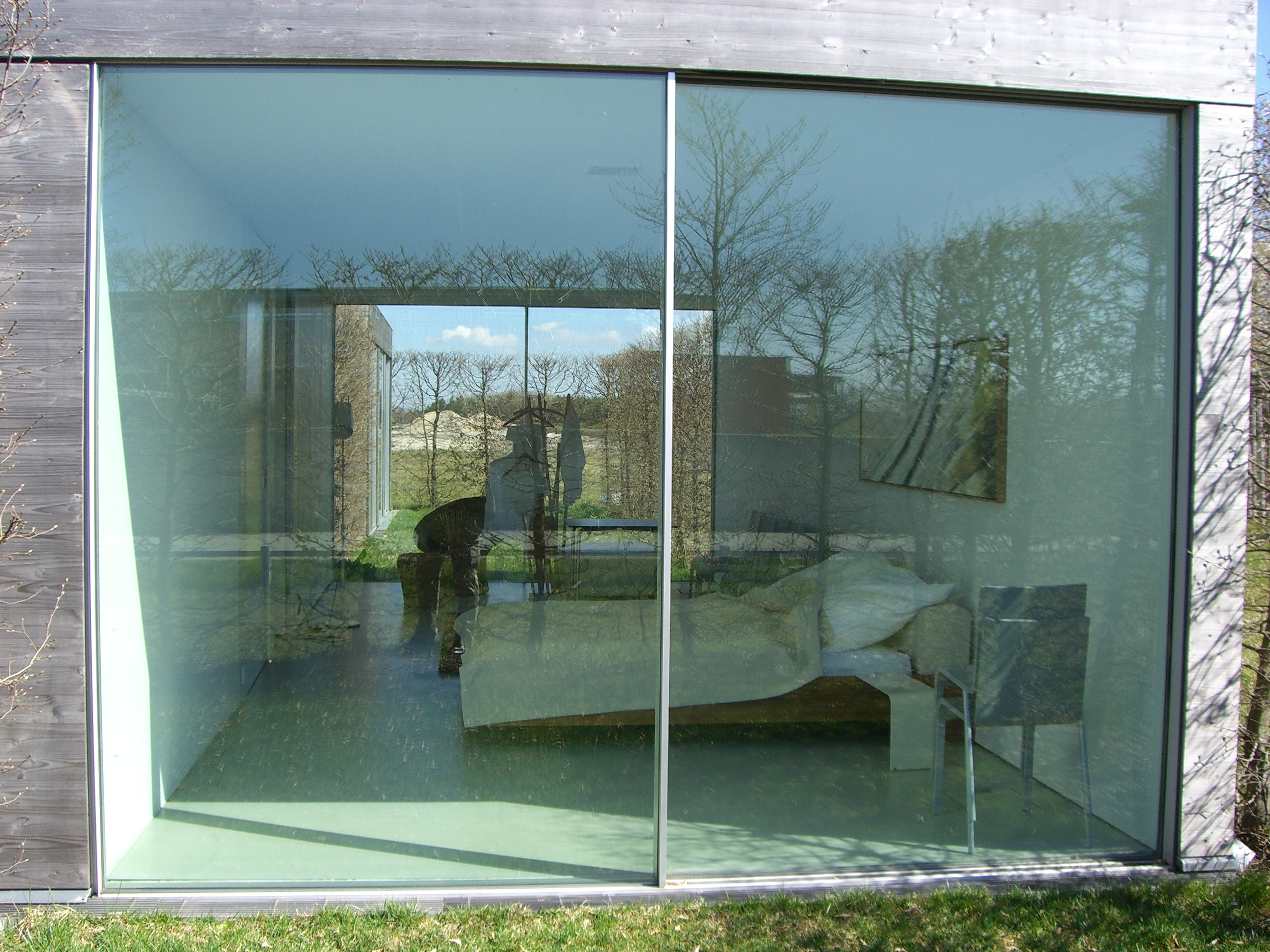
Schlafraum

Das Haus der Gegenwart bietet auf zwei Etagen rund 200 m² Wohnfläche. Im Erdgeschoss gruppieren sich drei Wohneinheiten um einen Freiraum. Die Wohneinheiten haben eigene Eingänge, können unterschiedlich eingeteilt werden und zeigen sich als separate, kubische Baukörper. Der offene Raum zwischen ihnen ist für Fahrzeuge vorgesehen. Über der Parkfläche liegt im ersten Obergeschoss der zentrale Gemeinschaftsraum mit Küche. In diesen Raum münden die drei Treppen der Wohneinheiten. Vom Gemeinschaftsraum führen große, raumhohe Fenstertüren auf die drei Dachterrassen über den Wohneinheiten. 
Das Haus ist aufgrund seiner flexiblen Nutzung und vernetzten Steuerung eine Weiterentwicklung eines herkömmlichen Einfamilienhauses.
Die ebenerdigen Wohneinheiten sind in ihrer Nutzung nicht festgelegt. Schlaf-, Kinder-, Arbeits-, Hobbyräume oder eine Einliegerwohnung sind möglich. Sowohl Eltern mit Kindern als auch Wohngemeinschaften Erwachsener können das Haus bewohnen. Es kann flexibel entsprechend wechselnder Lebensphasen genutzt werden.
Alle elektronischen Vorgänge im Haus lassen sich zentral steuern. Die Bewohner erhalten vom (tragbaren) Computer oder Mobiltelefon Zugriff auf ihr Haus, auch von unterwegs. Neben der Abfrage des aktuellen Status kann der Nutzer Beleuchtung, Fenster, Türen, Jalousien, Heizung oder zum Beispiel die Gartenbewässerung einstellen. Jeder Bewohner kann dem Haus per Funkanhänger mitteilen, in welchem Zimmer er oder sie sich befindet: Treffen Nachrichten per Mail ein, informiert das Haus den Empfänger am nächstgelegenen Bildschirm. Beleuchtung, Raumtemperatur oder Hintergrundmusik können den Vorlieben gemäß Voreinstellung angepasst werden. 